# Eunoumeana erebinata
Eunoumeana erebinata är en fjärilsart som beskrevs av Walker 1862. Eunoumeana erebinata ingår i släktet Eunoumeana och familjen mätare. Inga underarter finns listade i Catalogue of Life.